# Décyclage
En gestion des déchets, le décyclage (en anglais, downcycling), aussi appelé dévalorisation, est un procédé par lequel on transforme un déchet matériel ou un produit inutile en un nouveau matériau ou produit de qualité ou de valeur moindre,.
Cela est souvent dû à l'accumulation d'éléments d'impuretés qui rendent la matière inapte à une utilisation pour des produits de qualité. Par exemple, l'acier provenant des véhicules en fin de vie est souvent contaminé par du cuivre provenant des câbles et par de l'étain utilisé dans les traitements de surface,. Ces rebuts contaminés donnent un acier qui ne respecte pas les spécifications d'acier pour l'industrie automobile, de telle sorte qu'il est principalement utilisé dans le secteur de la construction,.
De même, la plupart des plastiques ne sont pas recyclés à proprement parler mais transformés en plastiques de grade moindre car ils ne retrouvent pas leurs caractéristiques physiques premières. Les bouteilles en PET peuvent être transformées en bancs de jardin ou en pull polaires, le polystyrène des pots de yaourt peut être transformé en cintres, pots de fleurs ou pare-chocs. Mais après ce premier cycle de tri, les déchets finissent enfouis ou incinérés,.
Les vêtements, quant à eux, peuvent être transformés – décyclés – de différentes manières selon leur composition. Les textiles majoritairement composés de coton peuvent être découpés en chiffons, tandis que les textiles « tissés en mélange » (incluant polyester, coton, laine...) pourront devenir des isolants ou du rembourrage pour l'ameublement.

## Origine et effets

Décyclage de l'acier des véhicules usagés (contaminé par d'autres métaux), qui est recoulé pour produire des aciers pour le bâtiment (qui peuvent contenir jusqu'à 0.4% de cuivre).

Le terme décyclage (downcycling en anglais) a été utilisé dès 1994 par Reiner Pilz. Abordant au cours d'une interview le sujet de la directive européenne sur les déchets de démolition, il réagit sur le terme recyclage employé : « J'appelle cela du décyclage. Ils détruisent les briques, ils détruisent tout. Ce dont nous avons besoin, c'est du surcyclage qui donne de la valeur aux produits usagés, et non pas en enlève. »
Ce terme a été réutilisé par la suite par William McDonough et Michael Braungart dans leur livre Du berceau au berceau : refaire notre façon de faire, paru en 2002. Ils remarquent que la plupart de ce que l'on appelle recyclage est en réalité du décyclage, en s'appuyant notamment sur les exemples des plastiques et de l'aluminium. En fin de vie, le mélange des plastiques, tout comme le mélange des alliages d'aluminium amène à des produits de moindre qualité.